# کانادا (فرانسه نو)
کانادا یک استعمارگری فرانسه در قاره آمریکا در فرانسه نو بود که در سال ۱۵۳۵ در طول دومین سفر ژاک کارتیه، کشف و نام‌گذاری شد. کلمه "کانادا"، در آن مقطع زمانی، به سرزمینی در امتداد رودخانه سنت لارنس اشاره داشت که بعدها به عنوان رودخانه کانادا معروف شد. سرزمین مورد اشاره، از گروس آیلند (به معنی جزیره بزرگ) در شرق تا نقطه‌ای بین کبک و سه رودخانه ادامه داشت و تا سال ۱۶۰۰ تا حد زیادی گسترش یافت. اکتشافات فرانسه، تا قبل از هرگونه سکونت دائمی در این سرزمین، "تا ییلاق‌های کانادا، روستای هوشلگا (به انگلیسی: Hochelaga) و سگونی کبک (به انگلیسی: Saguenay)" ادامه پیدا کرد. با وجود اینکه در سال ۱۶۰۰ در تادوساک یک پست دائمی تجارت و اسکان تأسیس شد، اما از آنجا که این پست بر اساس یک انحصار تجاری تشکیل شده بود، به‌طور رسمی به عنوان اسکان استعماری فرانسه به‌شمار نیامد. در نتیجه، تأسیس کبک توسط ساموئل دو شامپلن در سال ۱۶۰۸، اولین اسکان رسمی در کانادا به‌شمار می‌آید. چهار مستعمره دیگر فرانسه نو عبارت بودند از خلیج هادسون در شمال، آکادی (در انگلیسی: آکادیا) و نیوفاندلند در شرق و لوئیزیانا در فاصله‌ای دور در جنوب. کانادا، توسعه یافته‌ترین مستعمره فرانسه نو بود و به سه بخش کبک، تروا ریویر و مونترآل تقسیم می‌شد که هر یک دولت خود را داشتند. فرماندار بخش کبک، فرماندار کل فرانسه نو نیز بود.
اگر چه اصطلاحات «کانادا» و «فرانسه نو» گاهی اوقات به جای یکدیگر استفاده می‌شوند، «فرانسه نو در مقایسه با مستعمره سنت‌لارنس-گریت‌لیکس کانادا، در واقع قسمت گسترده‌تری از قلمرو آمریکا شمالی را شامل می‌شود.» پس از معاهده پاریس در سال ۱۷۶۳، زمانی که فرانسه کانادا را به بریتانیای کبیر واگذار کرد، نام این مستعمره به استان کبک تغییر داده شد.

## وضعیت اسکان در کشور
در سال ۱۷۴۰ در یک سرشماری از جمعیت ساکن در دره رودخانه سنت‌لارنس، حدود ۴۴٬۰۰۰ مستعمره‌نشین شمرده شدند که اکثر آن‌ها در کانادا متولد شده بودند. ۱۸٬۰۰۰ نفر از این افراد تحت حکومت دولت کبک، ۴٬۰۰۰ نفر تحت حکومت دولت تروا ریویر و ۲۲٬۰۰۰ نفر تحت حکومت دولت مونترال زندگی می‌کردند. این جمعیت، عمدتاً حاشیه‌نشین (روستایی) بودند: کبک ۴٬۶۰۰ ساکن، تروا ریویر ۳۷۸ ساکن و مونترال ۴۲۰۰ نفر جمعیت سالکن داشت. همچنین ایل رویال ۴۰۰۰ نفر ساکن داشت - که ۱٬۵۰۰ نفر آن‌ها در لویزبرگ بودند - و ایل سنت ژان هم ۵۰۰ نفر ساکن داشت. آکادی نیز ۸۰۰۰ نفر ساکن داشت.

## پی دا او
پِی دا او (به معنی کشورهای بالایی) یک قلمرو وسیع در شمال و غرب مونترال بود که به کانادا وابسته بود و شامل کل دریاچه‌های بزرگ می‌شد و در قاره آمریکای شمالی تا جایی که فرانسه‌ها کشف کرده بودند، گسترده بود. تا قبل از سال ۱۷۱۷، این قلمرو از جنوب تا کشور ایلینوی گسترده شده بود و در سال ۱۷۱۷، بخشی از قلمرو خود را به لوئیزیانا واگذار کرد. در سال ۱۶۳۹، یک گروه مأمور، به نام سنت ماری در میان هوران‌ها، در شمال دریاچه‌های بزرگ ساکن شدند. پس از تخریب سرزمین مادری هوران توسط ایروکیز در سال ۱۶۴۹، خود فرانسه محل سکونت مأموران خود را تخریب و منطقه را ترک کرد. در جایی که امروزه با نام‌های انتاریو و چمن زارهای شرقی شناخته می‌شود، ایستگاه‌های تجارت و قلعه‌های متعددی ساخته شده بودند، مانند فورت کمینیستیکیا (۱۶۷۹), فورت فرونتناک (۱۶۷۳), فورت سنت پیر (۱۷۳۱), فورت سنت چارلز (۱۷۳۲) و فورت رویه (۱۷۵۰). ایستگاه‌های مأموریت و تجارت در سو سن مری (۱۶۸۸) بعدها با مرز کانادا و ایالات متحده تقسیم شدند.

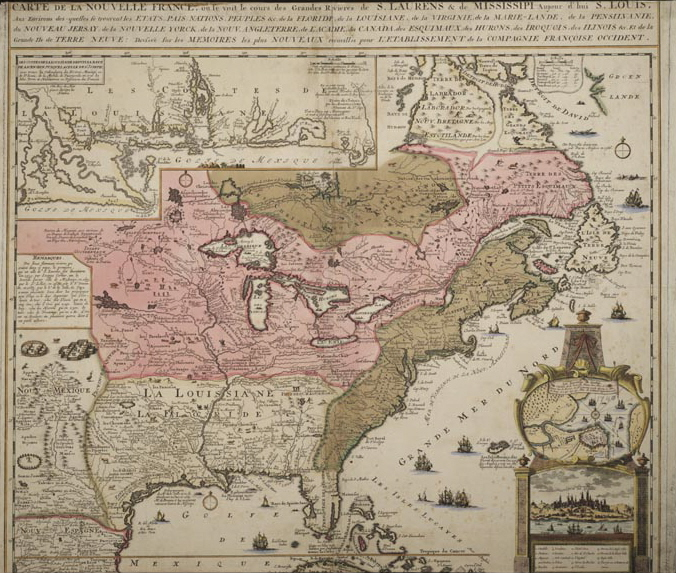
پی دا او به رنگ صورتی در اطراف دریاچه‌های بزرگ در سال ۱۷۴۸.

شهرک سازی‌های فرانسوی در پی دا او در جنوب دریاچه‌های بزرگ، فورت نیاگارا (۱۶۷۸)، فورت کروکر (۱۶۸۰)، فورت سنت آنتونی (۱۶۸۶), فورت سنت جوزف (انتاریو) (۱۶۹۱), فورت پورشانترن دو دتروا (۱۷۰۱), فورت میچیلیمکیناک (۱۷۱۵), فورت میامی (۱۷۱۵), فورت لا بای (۱۷۱۷) و فورت بوآرنوا (۱۷۲۷).
امروزه، عبارت له پی-دان-او برای اشاره به یک شهرداری منطقه‌ای در منطقه لورانتید کبک، در شمال مونترال به کار می‌رود، در حالی که در گذشته، پی دا او بخشی از ناحیه مونترال بود.

## میراث
در قانون مدنی، آداب و رسوم و جنبه‌های فرهنگی اکثریت بزرگی از جمعیت فرانسه نو، جانشین مستعمره کانادا، استان کبک است. اصطلاح کانادا همچنین ممکن است برای اشاره به فدراسیون کانادای امروزی که در سال ۱۸۶۷ ایجاد شده یا برای اشاره به استان کانادا در تاریخ به کار رود که یک مستعمره بریتانیا بود و از جنوب انتاریو و کبک جنوبی تشکیل می‌شد (برای اشاره به انتاریو و کبک جنوبی به ترتیب از عنوان کانادای بالا و کانادای پایین استفاده می‌شود که مربوط به قبل از سال ۱۸۴۱ و زمانی است که آن‌ها مستعمرات جداگانه بریتانیا بودند). برای فرانسوی زبان‌های اهل کبک، حفظ تمایز با کانادای انگلیسی از نظر تاریخی مهم بوده‌است، به خصوص پس از ظهور ملی‌گرایی کبک معاصر از زمان انقلاب آرام دهه ۱۹۶۰. به همین دلیل، فرانسوی زبان‌های کبکی، اغلب وقتی که می‌خواهند به کانادا (فرانسه نو) اشاره کنند، از اصطلاح فرانسه نو (Nouvelle-France) استفاده می‌کنند و اصطلاح کانادایی ('Canadien) کهزمانی برای اشاره به جمعیت فرانسوی زبان کانادای استعماری استفاده می‌شد، ابتدا با اصطلاح کاناداییِ فرانسوی (Canadien-Français) و به‌تازگی نیز با اصطلاح کبکوا (Québécois) جایگزین شد. برای اشاره به فرزندان جمعیت اصیل «کانادایی» فرانسوی زبان کانادا (فرانسه نو) که در حال حاضر در خارج از کبک زندگی می‌کنند، از نام محل سکونت کنونی آن‌ها استفاده می‌شود، مانند فرانسوی زبان انتاریو (Franco-Ontarian). البته جمعیت فرانسوی زبان استان‌های دریایی به جز شمال غربی نیوبرانزویک، احتمال بیشتری دارد که از تبار مهاجران مستعمره فرانسوی آکادی باشند و به همین دلیل هنوز هم به خود آکادیایی می‌گویند.